# Abdul Jabbar Naeemi
Abdul Jabbar Naeemi ist ein afghanischer Diplomat und Politiker.
Er vertrat die Provinz  Kandahar in der Loja Dschirga. 2004 wurde er als Diplomat von Hamid Karzai nach Pakistan entsandt. Nach den Präsidentschaftswahlen 2004 wurde Naeemi Gouverneur der Provinz Maidan Wardak. Er ist ein Anhänger der Paschtunen und ist ein Mitglied der Islamischen Nationalen Gailani Front.